# Лаура Абдуллаева
Абдуллаева Лаура Шердиловна (8 ноября 2005 , Москва, Россия) — Российская спортсменка, Мастер Спорта России по синхронному плаванию, 2-кратная чемпионка Международного турнира, многократная чемпионка и призёр Чемпионатов России, Первенств России, Кубка России, а также I-й Спартакиады Сильнейших по летним видам спорта 2022, Международного открытого турнира 2019 по синхронному плаванию (артистическое плавание в наст. время).
 